# Анрі Адміра
Анрі Адміра або Ладміраль (фр. Henri Admirat) — французький революціонер, який став відомий завдяки замаху на лідера якобінської диктатури Максиміліана Робесп'єра. Однак замах виявився невдалим, тож його стратили.

## Життєпис
Анрі Адміра був сином селянина з Оверні, а згодом працював сторожем в одній з паризьких контор. Але після закриття контори і початку революційного терору Ладміраль став планувати замах на Робесп'єра.

## Замах
22 травня 1794 року Ладміраль пішов до квартири Робесп'єра і зачаївся на сходах.
Почувши кроки, він почав стріляти з пістолів, однак це був не Робесп'єр, як думав Адміра, а один з членів Конвенту. Ладміраль зрозумів, що зробив помилку, втік з місця замаху і зачаївся у своїй квартирі. Коли його прийшли заарештовувати, він відстрілювався, поки не закінчилися кулі, і тоді Адміра здався.

## Арешт і страта
Суд постановив стратити його, як і інших «ворогів революції», на гільйотині. Разом з ним мали вбити ще 52 людей, які були нібито причетні до замаху.
Перед смертю Ладміраль шкодував, що купив погану зброю для атентату, і що через нього загине стільки невинних людей.
Стратили його 17 червня 1794 року, за кілька місяців до скинення диктатора Робесп'єра.